# Dieter Zembsch
Dieter Zembsch  (* 4. November 1943 in Jarotschin, Polen) ist ein deutscher Grafiker, Illustrator und Buchgestalter.

## Leben
Zembsch wuchs in Mannheim auf, wo er 1959 bis 1961 eine Ausbildung als Schriftsetzer absolvierte. Anschließend studierte er Grafik bei Wolf Magin an der Freien Akademie Mannheim. Das Studium schloss er 1966 mit dem Diplom ab. 1966 bis 1970 war Zembsch bei der B.Z. in West-Berlin tätig, 1970 bis 1972 leitete er die Werbeabteilung bei Mann & Schröder Cosmetics in Siegelsbach.
Ab 1972 übernahm er die Werbeleitung diverser großer Verlagshäuser, zunächst bei der Deutschen Verlags-Anstalt in Stuttgart, anschließend, ab 1975, beim Bertelsmann-Verlag in München, und von 1977 bis 1979 war er Werbeleiter bei Klett-Cotta, wiederum in Stuttgart.
1977 gründete er die Zembsch’Werkstatt in München, die 2003 in Weiss, Zembsch und Partner: Werkstatt München umbenannt wurde und seit 2009, nachdem Zembsch offiziell in den Ruhestand ging, als Weiss Werkstatt München firmiert.

## Werk
1961 gründete Dieter Zembsch in Mannheim die Jugendzeitschrift Outsider, die überregional bekannt wurde und von der 11 Ausgaben erschienen. An der Zeitschrift arbeitete u. a. der spätere Künstler und Gestalter Rainer Negrelli mit.
1972/73 entwarf Zembsch die Schrift Beans, die als eine der Siegerschriften des internationalen Letraset-Schriftwettbewerbs ausgezeichnet und 2008 digitalisiert wurde. 1975 folgte seine zweite bekannte und später digitalisierte Schrift: Jumping Jack bei dem französischen Unternehmen Mecanorma.
Als freier Buchgestalter hat Zembsch für diverse Verlage wie Beltz, Eichborn, Langen Müller, Scherz, Thienemann und Ullstein gearbeitet und Buchcover u. a. für Bücher von Michael Ende entworfen.
Daneben hat er Plakate, Buchumschläge, Schriften und Verpackungen gestaltet, die vielfach ausgezeichnet wurden und u. a. im Museum of Modern Art in New York, im ARD Jahrbuch, im Victoria & Albert Museum in London und in der Kunsthalle Recklinghausen zu sehen waren.
2013 konzipierte Zembsch zusammen mit der Autorin Karin Pohl und dem Historiker Willibald Karl die vielbeachtete Ausstellung Amis in Giesing, 2015 folgte Amis in Bogenhausen.

## Eigene Veröffentlichungen
- Das Glück vergaß den Traum, der Wind den Purzelbaum. München: Mahnert-Lueg, 1981

- Danke, gut! Und selbst?! . Frankfurt am Main: Fricke, 1988
- Ja, ja – Du liebst mich!. Frankfurt am Main: Fricke, 1988
- Kleiner König Regentag. Eine Geschichte für Mutige in Bildern. München: Mona Horncastle 2006

## Buchcover (Auswahl)
- Uwe Bahnsen und James P. O’Donnell: Die Katakombe. Das Ende in der Reichskanzlei.Wien 1975
- Hans Bemmann: Erwins Badezimmer, oder die Gefährlichkeit der Sprache. Stuttgart 1984
- Hans Bemmann: Stern der Brüder. Stuttgart 1986
- Jorge Luis Borges und Adolfo Bioy: Das Buch von Himmel und Hölle. Stuttgart 1983
- Sigrid Brunk: Das Nest. Berlin 1980
- Michael Ende: Das Gauklermärchen. Stuttgart 1982
- Michael Ende: Der Spiegel im Spiegel. Stuttgart 1984
- Michael Ende: Der Goggolori. Stuttgart 1984
- André Heller: Es werde Zirkus.Ein poetisches Spektakel. Frankfurt a. M. 1976
- Arthur Hertzberg: Shalom, Amerika!, München 1992
- Isolde Ohlbaum: Aus Licht und Schatten. Engelbilder. München 2000
- Marta Reichenberger: Theatrum privatissimum. Schwabing bebt immer – die Theaterwerkstatt des Gerhard Weiß. München 2015
- Wolfdietrich Schnurre: Der wahre Noah.Berlin 1980
- Wolfdietrich Schnurre: Der Schattenfotograf.Berlin 1981
- Mathias Schröder: Der Krähenbaum. Berlin 1984
- Udo Steinke: Die Buggenraths. München 1981